# Синагога в Лукові
Синагога в Лукові — синагога в селищі Луків Волинської області, побудована в 1781 році та зруйнована під час Другої світової війни.

## Розташування
Синагога була розташована у селищі Луків Турійського району Волинської області. Колишні відомі назви цього населеного пункту — Лукове та Мацеїв. Будівля синагоги збереглась до наших часів, проте має зруйнований вигляд. Колись на стіні споруди була вимурувана шестикутна зірка — символ юдаїзму.

## Архітектура

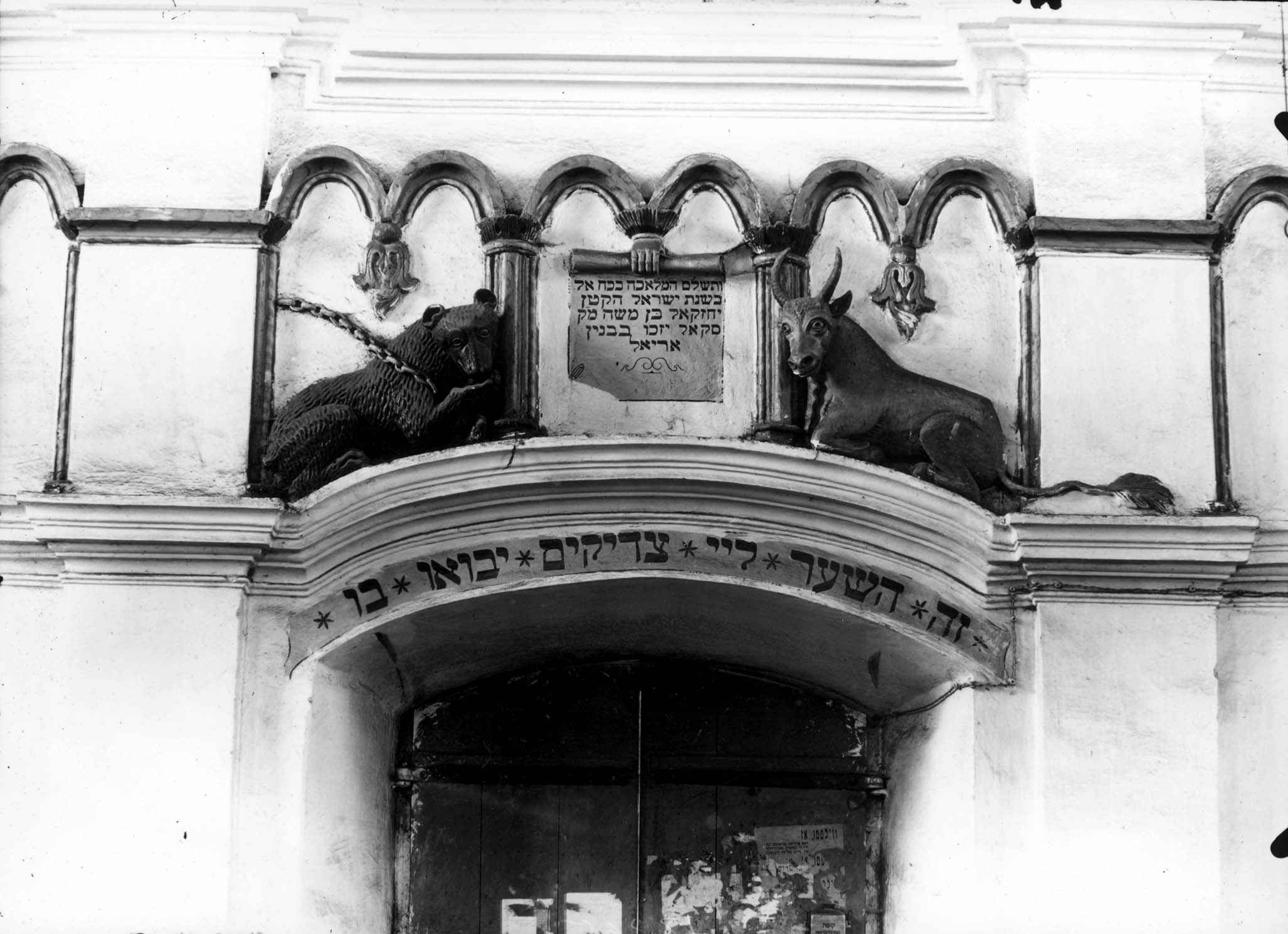
Фігури над вхідними дверима

Ймовірно, вестибюль було споруджено одночасно з головною залою, а пізніше до західної сторони додано прибудови, рівні за висотою з головним залом. На верхньому поверсі були розташовані жіночі молитовні, доступні через зовнішні дерев'яні сходи. Пізніше з південного боку додано ще два поверхи кімнат. 
Спочатку весь дах був закритий високим піддашшям, яке розібрали під час надбудови з боків, а піддашшя прикрашали фронтони з західного та східного боку. Головний зал мав двосхилий дах і майже квадратну форму. Зовнішні стіни (початково південна і північна) були розділені пілястрами на три секції; кожна з цих секцій містила аркове вікно. Внутрішні стіни відзначалися багатою оздобою у стилі примітивного рококо.
Дерев'яна святиня Тора також вражала різнобарвним оздобленням. Вона не лише заповнювала центральну частину стіни, але й закривала пілястри своїми стулками.
Біма розташована посередині головного залу всередині вежі з чотирьох восьмикутних колон, які сягали до стелі і підтримували склепіння (опорна біма).
Стеля розділена на дев'ять панелей; вісім панелей поза вежею біми мали хрестоподібне склепіння, а панель всередині вежі вона була покрита невеликим куполом.

Над вхідними дверима перемичкою був сувій, який тримала рука, на якому було вказано рік побудови (1781) та будівничого (Єзекіїль Сокальський). Його обрамляли прикутий ведмідь і корова. Це тлумачиться як зображення пророцтва:

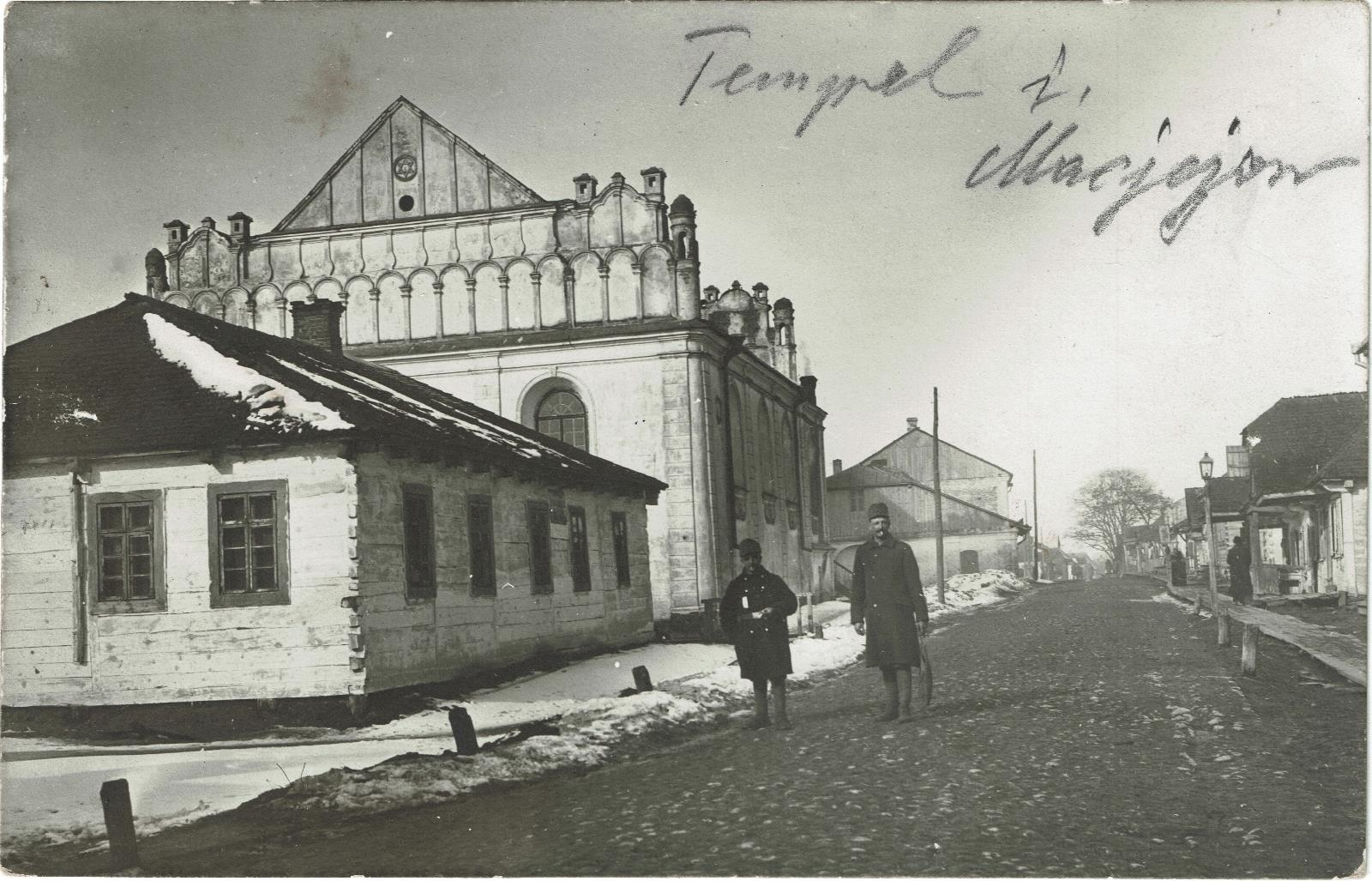
Синагога Мацеїва (тепер Луків) на листівці.

«І телиця та ведмедиця пастимуться разом...» (Ісая 11:7)

## Галерея
Раритетні світлини, датовані 1929 роком.

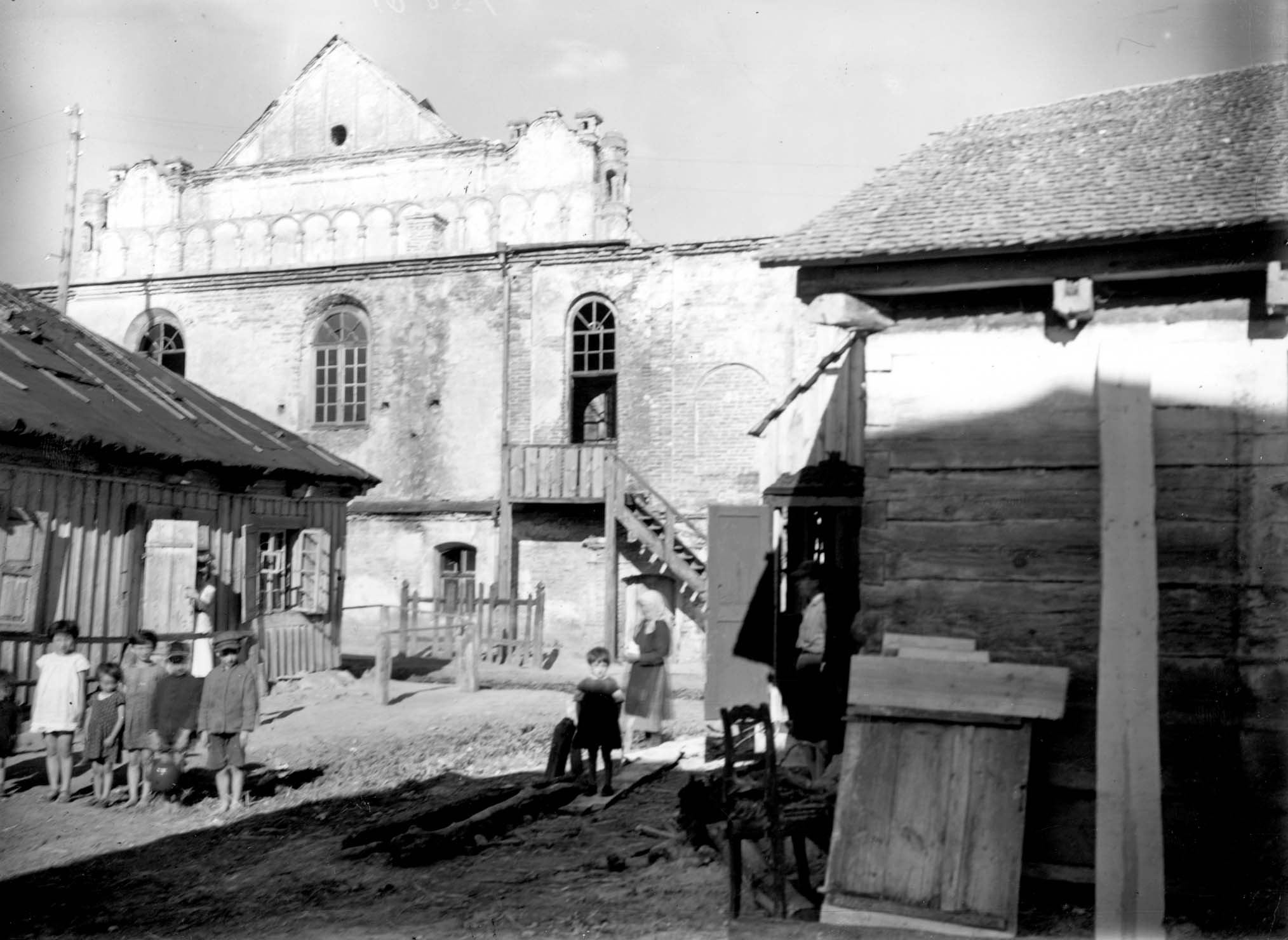
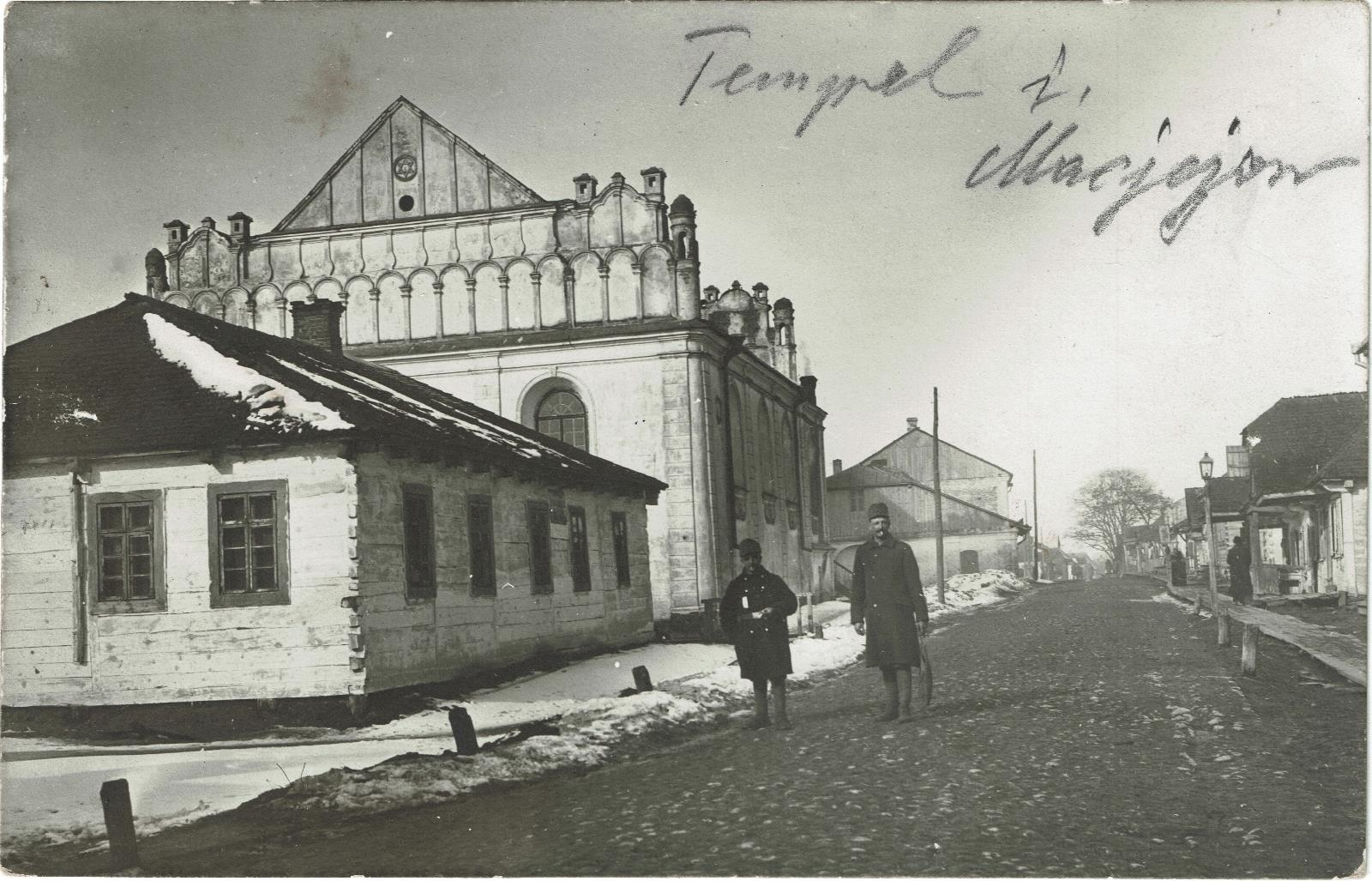
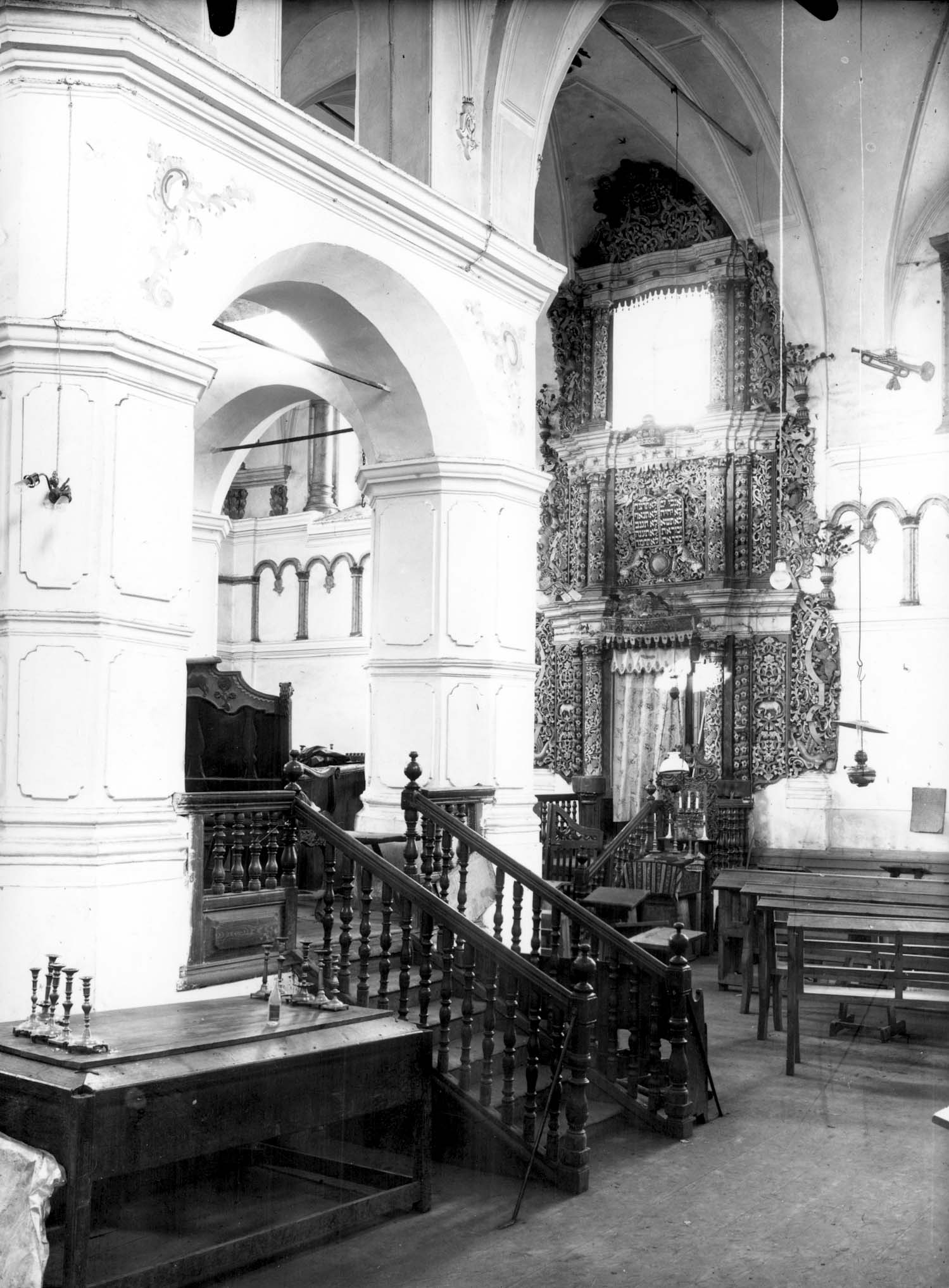
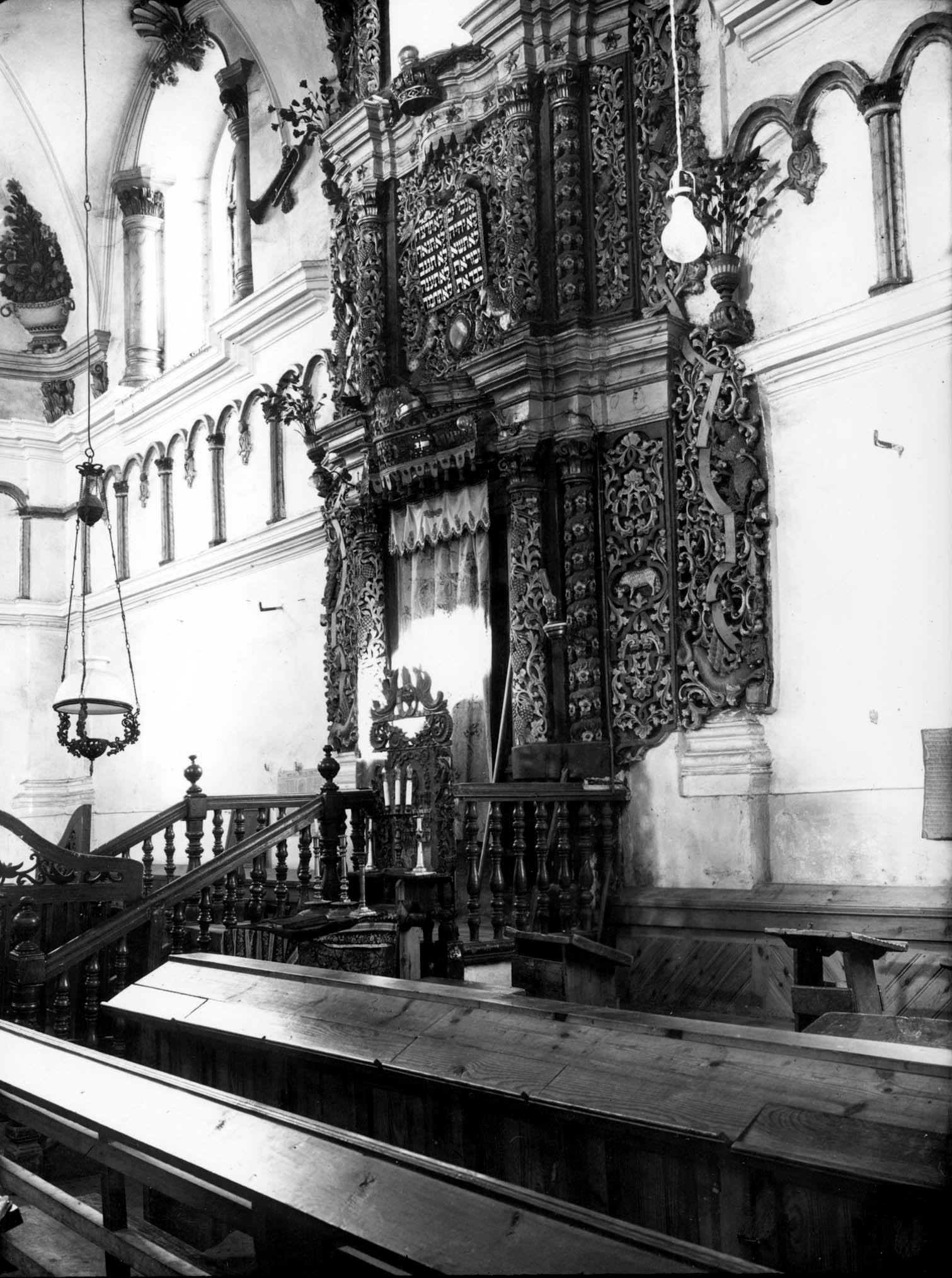
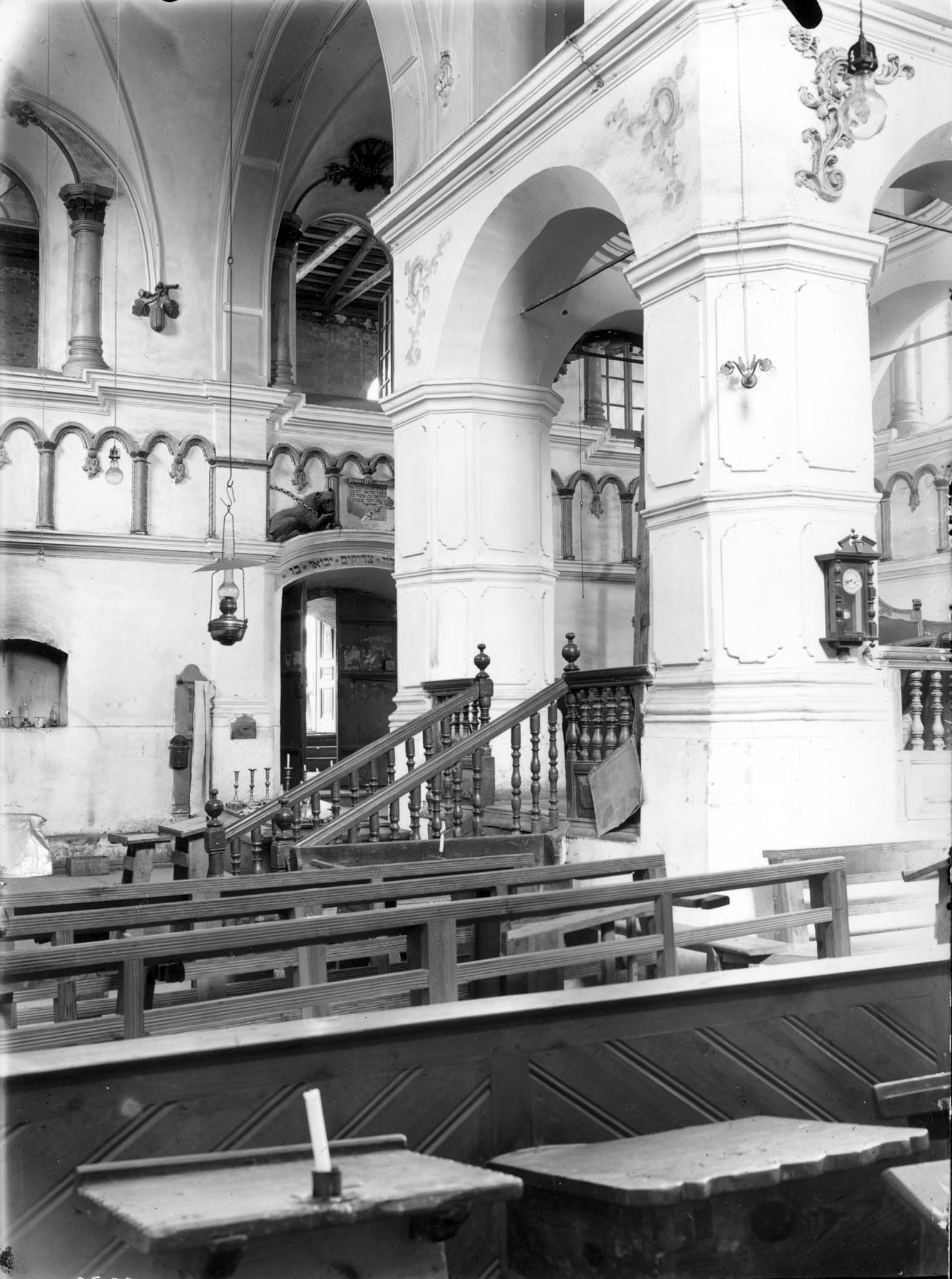
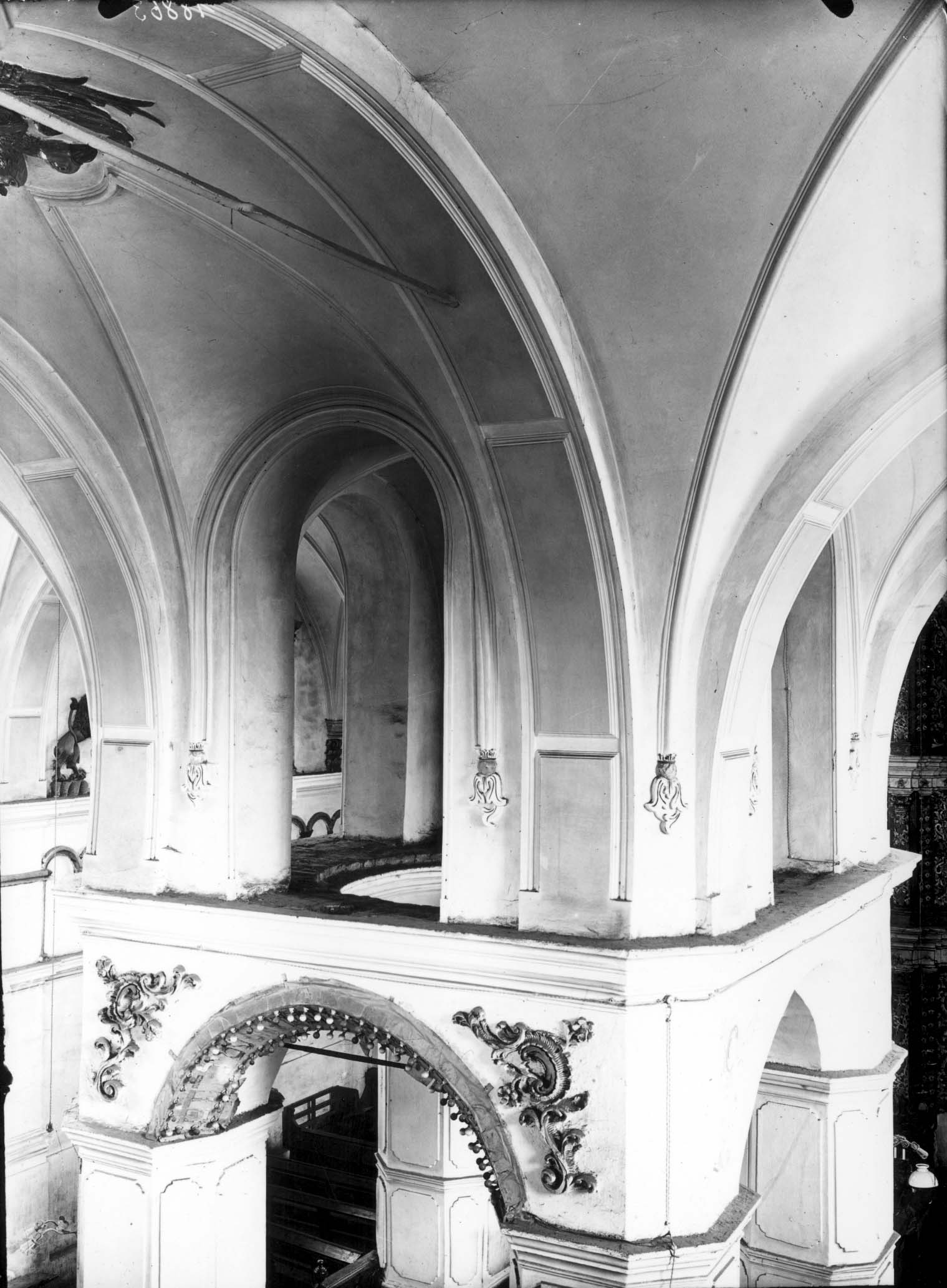
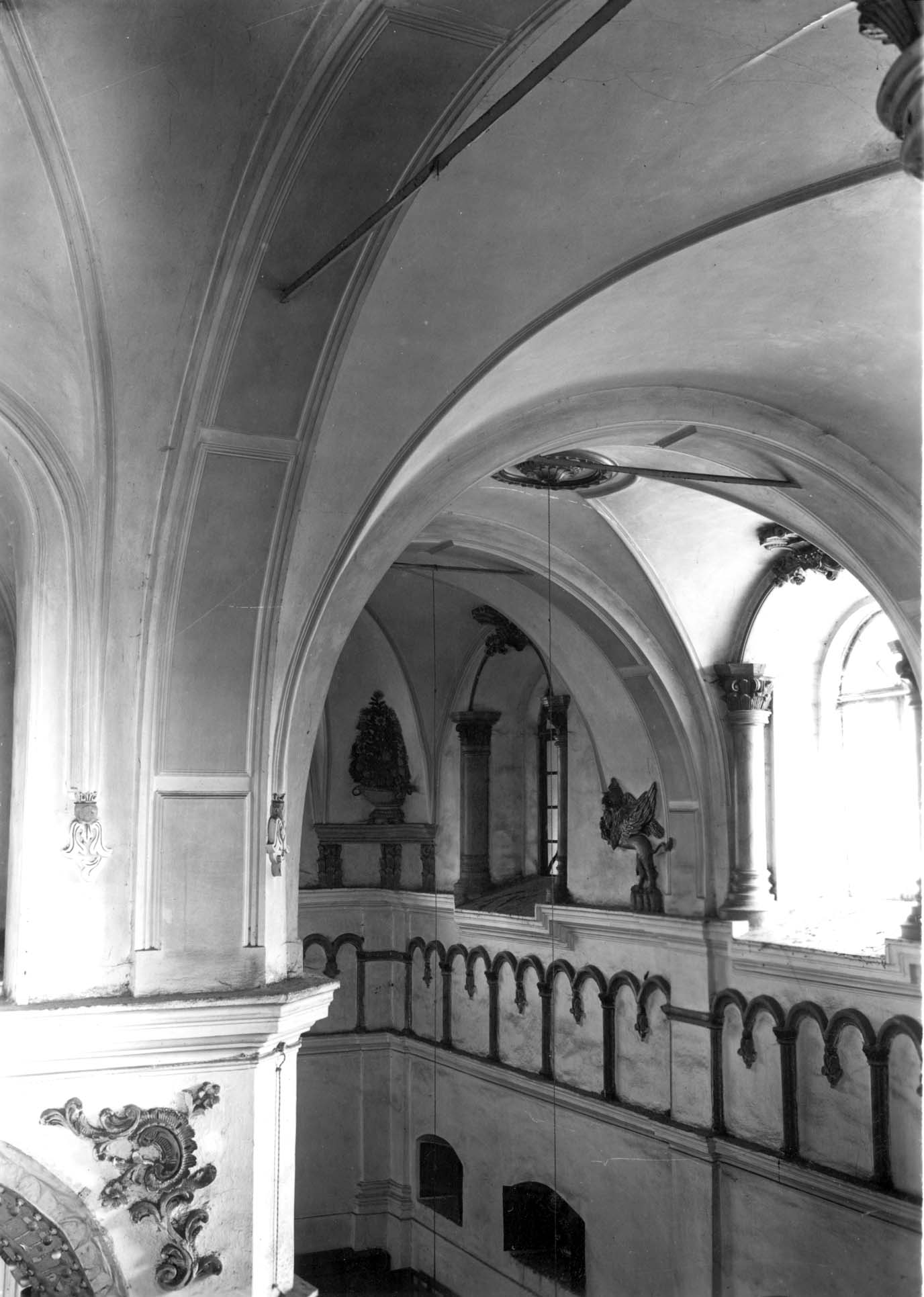
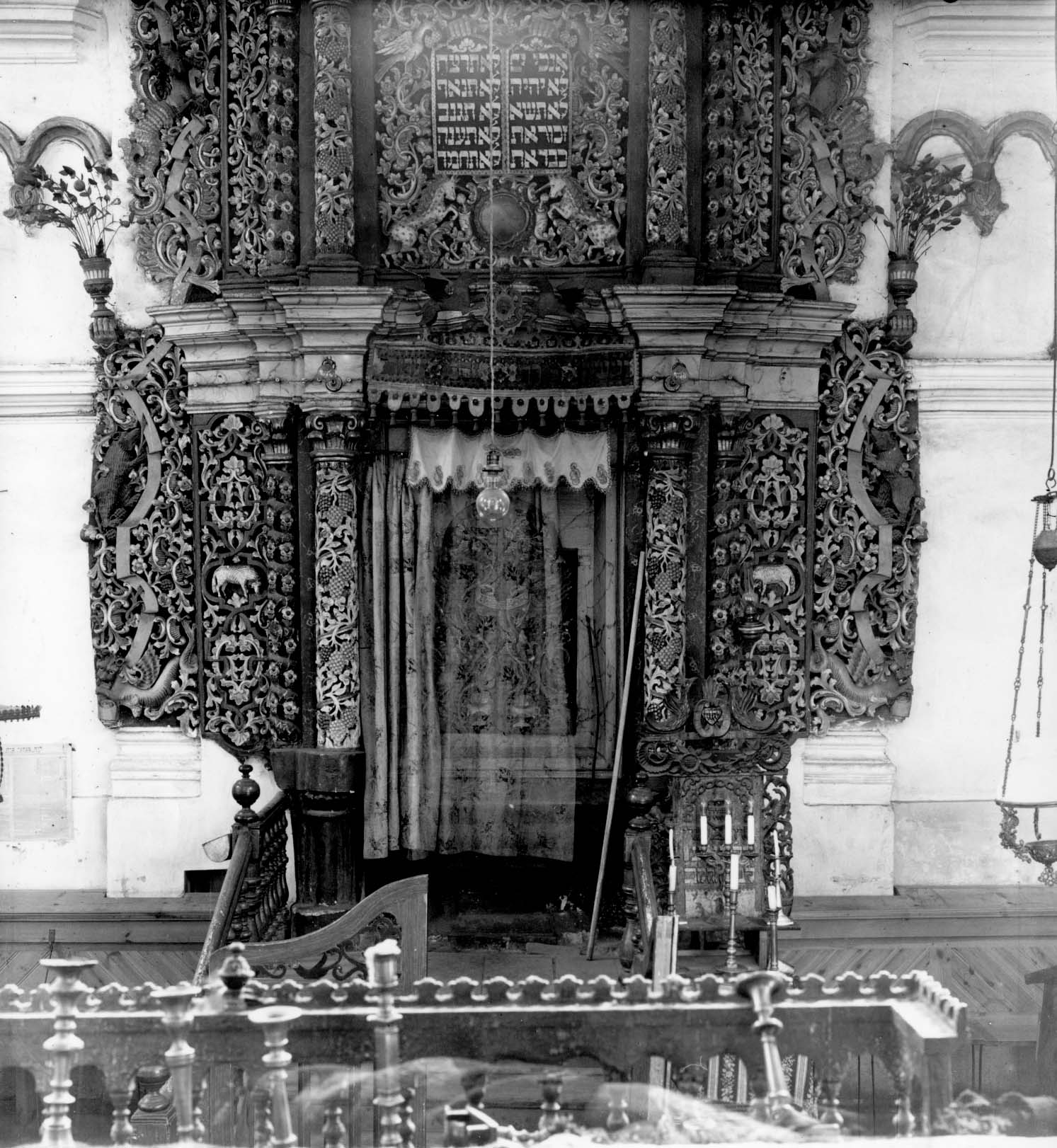